# Liste der Erzbischöfe von Lucca
Die folgenden Personen waren Bischöfe und Erzbischöfe von Lucca (Italien):

## Bischöfe
- Heiliger Paulinus
- Heiliger Valerius
- Massimo um 343
- Heiliger Teodoro
- Lorenz um 556
- Ossequenzio
- Heiliger Frediano um 593
- Valeriano
- Abondanzio
- Avenzio
- Dicenzio
- Nunnoso
- Aurelianus
- Probino
- Vindicio
- Pisano
- Paterno
- Leto um 649
- Eleuter(i)o um 680
- Felix 685–686
- Balsari um 700
- Talesperiano 713/714–729
- Walprando 737–754
- Peredeo 755–779
- Johannes I. 781–800
- Iacopo I. 818
- Peter I. 819–834
- Berengaro I. 837–843
- Ambrogio 843–852
- Geremia 852–867
- Gherardo I. 869–895
- Peter II. 896–932
- Corrado 935–964
- Aghino um 967
- Adalongo 968–978
- Guido I. 979–981
- Teudigrimo 983–987
- Isalfredo 988–989
- Gherardo II. 991–1003
- Rodilando 1005
- Grimizzo 1014–1022
- Johannes II. 1023–1056
- Anselm I. 1057–1073
- Heiliger Anselm II. 1073–1086
- Gottifred 1091
- Rangerio 1097–1112
- Rudolf 1112–1118
- Benedikt I. 1118–1128
- Uberto 1128–1135
- Guido II.
- Otto 1139–1146
- Gregor 1147–1164
  - Pievano 1159–1166
  - Lando 1167–1176
- Guglielmo I. 1170–1194
- Guido III. 1194–1202
- Roberto 1202–1225
- Ricciardo 1225
- Opizzone 1228–1231
- Guercio Tebalducci 1236–1256
- Enrico I. 1256–1269
- Pietro III. Angiorello 1269–1274
  - Paganello I. 1269–1272
- Paganello da Porcari 1274–1300
- Enrico II. 1300–1323
- Guglielmo II. di Montalbano 1330–1349
- Berengario II. della Famiglia Blaxini de Fontesio 1349–1368
- Guglielmo III. della Famiglia Lodart di Francia 1368–1373
- Paolo Gabrielli 1374–1380
- Antonio 1380–1383
- Giovanni III. Salvucci 1383–1393
- Nicolao I. Guinigi 1394–1435
- Lodovico Maulini 1435–1440
- Baldassarre Manni 1441–1448
- Stefano Trenta 1448–1477
- Iacopo II. Ammannati (Piccolomini), Kardinal 1477–1479
- Nicolao II. Sandomini 1479–1499
- Felinus Sandeus 1495–1499
- Giuliano della Rovere, Kardinal 1499–1501
- Felino Sandei 1501–1503
- Galeotto Franciotti della Rovere, Kardinal 1503–1507
- Sisto Gara della Rovere, Kardinal 1507–1517
- Leonardo Grassi-Della Rovere, Kardinal 4.–9. März 1517
- Raffaele Riario 9. März 1517 bis 13. November 1517 (Apostolischer Administrator)
- Francesco I. Riario-Sforza 1517–1546
- Bartolomeo Guidiccioni, Kardinal 1546–1549
- Alessandro I. Guidiccioni 1549–1600
- Alessandro II. Guidiccioni 1600–1637
- Marcantonio Franciotti, Kardinal 1637–1645, † 1666
- Giavanbattista Rainoldi 1645–1649
- Pietro IV. Rota 1650–1657
- Girolamo Buonvisi, Kardinal 1657–1677
- Giulio I. Spinola di Genova, Kardinal 1677–1690
- Francesco II. Buonvisi, Kardinal 1690–1700
- Orazio Filippo Spada, Kardinal 1704–1714
- Genesio Calchi 1714–1720
- Bernardino Guinigi 1723–1726

## Erzbischöfe
- Bernardino Guinigi 1726–1729
- Tommaso Cervioni 1729–1731
- Fabio di Colloredo 1731–1742
- Giuseppe I. Palma 1743–1761
- Vincenzo Torre 1762–1763
- Giovan Domenico I. Mansi 1764–1769
- Martino Bianchi 1770–1788
- Paolino Francesco Bertolini 1789
- Filippo Sardi 1789–1826
- Giuseppe II. De Nobili 1826–1836
- Giovan Domenico II. Stefanelli 1836–1845
- Pietro V. Pera 1845–1846
- Giulio II. Arrigoni 1849–1875
- Nicola III. Ghilardi 1875–1904
- Benedetto II. Lorenzelli 1904–1910
- Arturo Marchi 1910–1928
- Antonio II. Torrini 1928–1973
- Enrico III. Bartoletti 01/1973 bis 03/1973
- Giuliano II. Agresti 1973–1990
- Bruno Tommasi 1991–2005
- Benvenuto Italo Castellani 2005–2019
- Paolo Giulietti seit 2019